# Dossier de l'art
Dossier de l'art est un mensuel français consacré à l'histoire de l'art faisant partie du groupe Faton.
Le premier numéro est sorti en avril 1991 comme bimestriel, et devint mensuel en 1996.